# Leopold Moll
Leopold Moll (2. března 1877 Česká Lípa – 21. února 1933 Vídeň) byl lékař, pediatr, dvorní rada, učitel a organizátor sociální pediatrické péče. Byl zakladatelem a dlouholetým ředitelem vídeňského ústavu pro mateřskou a kojeneckou péči. Leopold Moll byl autor mnoha vědeckých studií a knih o lékařské i sociální péči o novorozence a děti. Byl iniciátorem řady nadací a sociálních služeb pro zaopatřování sirotků a žen s dětmi. V mezinárodním středoevropském měřítku byl jednou z nejvýznamnějších osobností budování moderní vědecké pediatrie.

## Životopis
Narodil se v České Lípě 2. března 1877 v Mlýnské ulici 35 (tehdy Mühlgasse 32) v židovské rodině. Jeho otcem byl Wilhelm Moll, řeznický mistr, provozující toto řemeslo stejně jako jeho otec. Matkou byla Rosa Mollová taktéž ze živnostenské rodiny.  Leopold ve svém rodišti absolvoval základní a střední školu. Na vysokoškolská studia odešel do Prahy na německou univerzitu studovat medicínu, kterou zakončil v roce 1902. Následně začal pracovat jako asistent v pražském Farmakologickém ústavu u doktora Pohla. V letech 1904–1910 byl asistentem u známého dětského lékaře prof. Aloise Epsteina ve pražské fakultní dětské nemocnici, kde se podrobně seznámil s problematikou kojenecké výživy a nutričních poruch kojenců, které se mu následně staly celoživotním zaměřením. Již v roce 1909 se  habilitoval na pražské univerzitě diplomovou prací na téma „Klinický význam vylučování fosforu v moči kojenců“.
Krátce poté odešel do Vídně, kde se habilitoval již o rok později. Ve Vídni hned po svém příchodu vzbudil veliký dojem svými plány na systematickou péči o matky a novorozence, takže byl již v roce 1910 pověřen vybudováním Říšského ústředního ústavu pro mateřskou a kojeneckou péči ve Vídni-Glanzingu. Tento projekt měl být vybudován z prostředků 2 milionů rakouských korun darovaných lidmi k 60. narozeninám císaře Františka Josefa I., jako vzorový projekt pro celou monarchii. Od otevření ústavu v roce 1915 až do své smrti zůstal Moll správním a lékařským ředitelem a stal se i zakladatelem uznávané odborné školy pro pečovatelky. Tyto tzv. „Mollovy sestry“ se velmi zasloužily o šíření jeho stylu práce a myšlenek v péči o matky a kojence. Poměrně brzy se mu tak splnil jeho celoživotní sen vybudovat specializovaný ústav zajišťující a rozvíjející tento obor medicíny. Velmi rychle z něj dokázal vytvořit přední evropský ústav tohoto zaměření s mezinárodním věhlasem a vzorem.
Své myšlenky i vědecká zjištění mezinárodního významu velmi pilně publikoval, věnoval se především  dietní problematice nejen fyziologických kojenců, ale také  u dětí poruchami vstřebávání. S jeho jménem bylo spojeno v klinické praxi hojně používané kalciové Mollovo mléko, mandlové mléko a „keksmilch“.  Patřil k prvním pediatrům, kteří obrátili svou pozornost k výživě nedonošených novorozenců. Napsal také řadu lékařských knih, ale i článků o potřebě a organizaci sociálních služeb pro matky a děti. Mnoha vydání se dočkaly i jeho osvětové knihy pro širokou veřejnost nazvané „Dítě předškolního věku, jeho péče, výživa a vzdělávání“ a  „Mateřské kurzy, přednáškový cyklus pro pečující matky“.
V těžkých dobách 1. světové války osobně pomáhal v organizaci péče o válečné sirotky,  již v roce 1914 inicioval založení nadace tzv. „válečného sponzorství“, které po skončení války dále fungovalo jako „národní sponzorství“. Matkám s malými dětmi, jejichž manželé byli odveleni do války nebo sloužili v armádě, byla prostřednictvím těchto nadací poskytována materiální podpora, aby mohly zajistit lepší a zdravější výživu svých dětí. Aktivně prosazoval zavádění soustavy poručnictví čili pěstounské péče, kterou pro výchovu dětí považoval za mnohem lepší než umístění v sirotčincích. Pro rakouské válečné sirotky také opatřil vilu na Riviéře, kam je vozil na rekreaci. V roce 1921 založil „Sjednocené zdravotní pojištění pro děti ohrožené tuberkulózou“, později s pozměněným názvem „pro děti s ohroženým zdravím“. Tato organizace, běžně známá jako „Mollova akce“, fungovala celých 15 let.
Leopold Moll byl ženatý. S manželkou Marií měli jediného syna Wilhelma Molla, který se jim narodil v roce 1920. Před druhou světovou válkou v atmosféře narůstajícího antisemitismu se mu podařilo emigrovat do Spojených států amerických, kde se stal v Charlottesville (stát Virginie) ředitelem tamní knihovny. Leopoldova manželka Marie byla skoro o dvacet let mladší, pocházela z Chebu a byla taktéž židovského původu, což předurčilo její osud v nacistické  říši. Zahynula v roce 1942 v pověstném koncentračním táboře Treblinka.
Za svou vědeckou a pedagogickou činnost byl Leopold Moll v roce 1920 jmenován profesorem a posléze i dvorním radou, byl doma i v zahraničí uznáván jako vynikající pediatr i učitel.
Zemřel v roce 1933 v nedožitých pouhých 56 letech. Jeho pohřeb se stal událostí celé Vídně. Kondolenci zaslal také rakouský spolkový prezident Wilhelm Miklas a vídeňská obec mu darovala čestný hrob na ústředním hřbitově. Na dětské klinice ve Vídni-Glanzingu mu byl v roce 1937 odhalen pomník od akademického sochaře prof. dr. Josefa Heua. Za okupace Rakouska byla jeho památka potlačována pro jeho židovský původ.
Na velké reprezentační výstavě Vídeň - Praha v paláci U Hybernů v  roce 1990 byly představeny portréty deseti mužů, kteří se nejvíce zasloužili o slávu Vídně. Nechyběl mezi nimi ani Leopold Moll, který byl svou prací znám daleko za hranicemi Rakouska.

## Nekrolog
Bližší pohled na některé jeho činnosti přináší nekrolog, který hned po jeho smrti vyšel ve Spojeném království v celosvětově uznávaném lékařském časopise The Lancet:
„Náhlá smrt prof. Leopolda Molla bude pociťována daleko mimo vídeňskou univerzitu, kde dlouho zastával místo jedné z nejznámějších autorit pro dětské nemoci. Moll, původem z Čech, zahájil svou kariéru studiem biochemie ve Vídni a vrátil se do Prahy jako asistent Epsteina, který tam řídil kliniku pro kojence. V roce 1909 se Moll vrátil do Vídně na žádost Theodora Eschericha, aby organizoval Říšský ústav pro mateřskou a kojeneckou péči (Reichsanstalt für Mütter-und-Saüglingsfürsorge). Jednalo se o první instituci ve střední Evropě, do které byly matky přijímány se svými dětmi, a právě zde se vyučovala moderní vídeňská škola dětské výživy. Z tohoto centra se vyvinul systém zdravotní péče o děti a předporodní poradny po celém městě.
V hladovém poválečném období organizoval Moll rekreační pobyty pro děti od 6 do 12 let v Itálii, Švýcarsku a rakouských Alpách a průkazně touto cestou zařídil rekreaci více než 25 000 dětí za nominální cenu. Byl spíše sociální než klinický lékař; přestože jeho studium pylorospazu, zažívacího a enterálního metabolismu upoutalo pozornost, jeho nejznámější knihou byla publikace "Doporučení pro matky", přeložená do mnoha jazyků. Těsně před svou smrtí shrnul vlastní zkušenosti s významem klimatického faktoru při léčbě dětských nemocí v příspěvku, který se ve velkém šířil v přetiscích a kopiích. V tomto článku Moll definuje fyziologické účinky mořských, alpských a subalpských podnebí na vyvíjející se organizmus.
Ze všech dětí, které byly poslány na ozdravný pobyt, u 90 % došlo ke změnám hmotnosti, průměrný přírůstek činil 2,2 kg nebo 8,1 % tělesné váhy dítěte. Moll vždy kladl velký důraz na výběr dětí, které posílal na ozdravné pobyty, a na výběr prostředí, do jakého je poslal; byl ostře v konfliktu s Tugendreichem, který měl za to, že 50 % dětí vyslaných na ozdravné pobyty z Berlína by bývalo lepší ponechat doma. Moll považoval změnu životního prostředí na vysokohorské nebo přímořské jako jakousi šokovou terapii, jejíž začátek byl pro dítě nejnáročnější, a vždy trval na tom, aby o děti na cestách a v prvních dnech jejich ozdravného pobytu bylo pečováno se zvláštní opatrností.
Nedospěl k přesnému stanovení volby mezi přímořským a vysokohorským prostředím, ale velký dojem na něj udělal význam mořského vzduchu pro velkou skupinu dětí s neuro-lymfatickými potížemi, zatímco pro děti slabé konstituce s druhotnou chudokrevností, s bronchiálním astma, zejména infiltrací bronchiálních žláz dával přednost vysokým horám. Později na něj udělalo dojem velké procento dětí, které se zbavily recidivy bronchiálního kataru zimní léčbou ve vysokých horách. Jeho hlavní obavou bylo, že peníze potřebné k poslání dětí na ozdravné pobyty by byly vynaloženy zbytečně. Vzhledem k faktu, který se mu zdál zjevný, že výživa malého dítěte ve Vídni za panujících podmínek vysoké nezaměstnanosti byla ohrožena stejně vážně jako v poválečných dobách, jeho posledním slovem byl apel na zdravotně pojištěné dospělé obyvatelstvo Vídně, že děti mají mít na zdravotní pojištění stejné právo jako dospělí.“